# Транскавказская автомагистраль
Транскавка́зская автомагистра́ль (Транска́м; ТрансКАМ; ТКМ) — одна из федеральных автомобильных дорог, связывающих Россию с Закавказьем, а именно с территорией бывшей Юго-Осетинской автономной области. Начинается от города Алагира, идёт по Алагирскому ущелью берегом реки Ардон, затем вдоль рек Нардон и Закка. Далее, пройдя через Рокский тоннель под Главным Кавказским хребтом в районе Рокского перевала, трасса выходит в Южную Осетию, спускаясь по берегам рек Рокдон, Эрманидон и Большая Лиахви к столице частично признанной Республики Южная Осетия городу Цхинвалу и затем уходит на контролируемую Грузией территорию к городу Гори. Иногда в состав Транскама включают участок Военно-Осетинской дороги от Владикавказа до Алагира.
Российская часть Транскама официально называется А164. До 2018 года именовалась Р297. Ранее номер А164 носил Тункинский тракт — автодорога Култук — Монды в республике Бурятия (теперь А333). Общая протяжённость Транскама 164 км (российская часть трассы (от Алагира до границы с Южной Осетией) имеет протяжённость около 97 км, от южного портала Рокского тоннеля до Цхинвала порядка 43 км, от Цхинвала до Гори 32 км.
Большая часть Транскама проходит по высокогорью. Дорога считается круглогодичной, однако в период с ноября по май движение транспорта по магистрали ограничено в связи с регулярными сходами лавин, селевых потоков, камнепадов.
На российской территории (Алагирский район Северной Осетии) дорогу обслуживает федеральное казённое учреждение «Управление ордена Знак Почёта Северо-Кавказских автомобильных дорог федерального дорожного агентства» (ФКУ Упрдор «Северный Кавказ»). На территории Южной Осетии (Дзауский и Цхинвальский районы) дорога обслуживается южно-осетинскими дорожными службами.

## Значение дороги

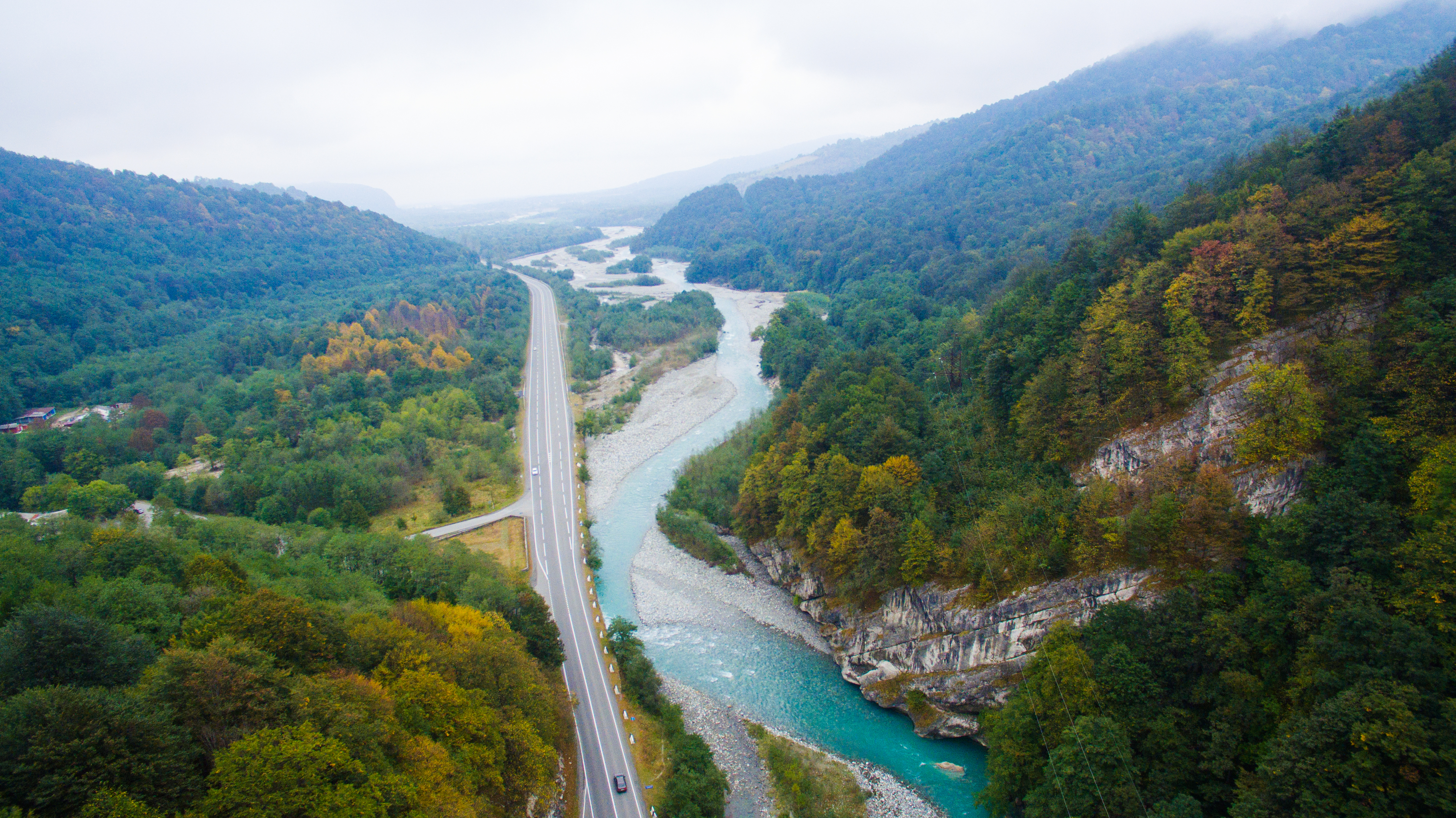
«Транскам», 29 км (Республика Северная Осетия). 2017

Транскам — единственная круглогодичная дорога, соединяющая Северную Осетию с Южной Осетией, а также самый короткий путь из европейской части России в Закавказье, Турцию и Иран. По Транскаму до 2003 года также осуществлялось грузовое сообщение с Арменией и другими странами Закавказья, транзит грузов был закрыт в июне 2004 года, одновременно с закрытием Эргнетского рынка. После войны 2008 года грузино-южноосетинская граница была закрыта полностью.
Автомагистраль «Кавказ» и автодорога Алагир (от «Кавказа») — Нижний Зарамаг являются участками международного транспортного коридора «Южные Ворота».

## История магистрали
Идея строительства дорог через Главный Кавказский хребет начала разрабатываться в XIX веке. Первые практические шаги по реализации этой идеи в районе Рокского перевала были предприняты в начале 1930-х годов.
12 апреля 1930 года в Москве СНК СССР утвердил план строительства дороги через Рокский перевал, на строительство были выделены средства. Производителем работ был утверждён Рутен Гаглоев.
В 1931 году геологические исследования проводились под руководством академика Ф. Ю. Левинсон-Лессинга, который в возрасте 70 лет, в сопровождении жены, перешёл через перевал, работал на высотах около 4000 м, чтобы лично проследить трассу предполагаемой горной дороги.
По проекту работы по строительству тоннеля предполагалось закончить в 1959—1961 годах, осуществиться этим планам помешала Великая Отечественная война.
В 1968—1969 годах вопрос о перевальной дороге вновь обсуждается в Госплане СССР.
В 1969 году Председатель Совета Министров Северной Осетии О. А. Басиев выступает с докладом о перевальной дороге через Рокский перевал на сессии Верховного Совета СССР.
В 1971 году Совет министров СССР принял постановление о строительстве дороги через Рокский перевал и автодорожного Рокского тоннеля, работы были включены в пятилетний план 1971—1975 годов. Проект дороги поручено подготовить ГПИ Союздорпроект, ГИП Нагаевский Николай Варнавович.
В 1974 году план строительства Транскама был окончательно утверждён.

### Объём работ первой очереди строительства Транскама
Строительство трассы предполагалось вести одновременно на территории Северной Осетии и Южной Осетии.
В Северной Осетии начальный этап работы предполагал не только строительство Транскама, но и реконструкцию участка дороги от Дарг-Коха до Алагира и далее до посёлка Мизур и селения Зарамаг. Эти работы вместе с сооружением тоннелей и противолавинных галерей выполнялись на средства Министерства автомобильных дорог РСФСР силами управления «Севосетинавтодор», которое входило в структуру министерства и параллельно подчинялось Совету Министров СОАССР).
От селения Зарамаг до северного портала Рокского тоннеля дорогу и противолавинные галереи на ней, предусмотренные проектом первой очереди строительства трассы, поручено было строить строительному управлению СУ-841 (подразделение треста «Севкавдорстрой») совместно с субподрядными организациями. Работы на северном участке дороги возглавлял А. П. Хейло.
Главный автодорожный тоннель и разведочно-вентиляционный тоннель поручено было изначально прокладывать специалистам треста «Грузтоннельметрострой» (тоннельный отряд № 15 шёл с северного портала, а тоннельный отряд № 13, созданный под проект строительства тоннеля и возглавляемый Г. Ш. Кипиани, шёл с южного портала).
В Южной Осетии сооружение автомобильной дороги от селения Джава до южного портала тоннеля вместе с противолавинными галереями поручили возводить также дорожно-строительному участку СУ-841 «Севкавдорстроя». Южный участок дороги возглавлял Л. И. Кортиев.
Буровзрывные работы по трассе дороги выполнялись специализированными управлениями № 78 и № 76 треста «Трансвзрывпром».
Все мосты по трассе Транскавказской автомагистрали возводились мостоотрядом № 98.

#### Критика проекта
В отчётах исследовательских групп указывалось, что «тоннель попадает в зону разломов». Геоморфологи предлагали отнести тоннель на 500 метров к западу. Проект Гаглоева, по которому Транскам должен был пройти гораздо ниже, помог бы избежать не только изматывающего путников «серпантина» на Рукском отрезке трассы, но и многих лавиноопасных участков, а также принимал во внимание воздействие грунтовых вод на полотно дороги. Однако учёт этих предложений делал проект недопустимо дорогим (проектировщики должны были уложить сметную стоимость строительства дороги с Рокским тоннелем в сумму до 100 млн руб). Так что проект существующей трассы был принят, исходя во многом из экономических соображений.

#### Альтернативные проекты
Противники строительства трассы через Рокское направление в общей сложности выдвинули шесть альтернативных проектов. В их числе — реконструкция Военно-Грузинской дороги с тоннелем под Крестовым перевалом. Против Рокского направления высказывались чиновники Министерства автомобильных дорог Грузинской ССР, Академии наук ГССР, Правительства Грузии и Центрального комитета Грузинской компартии.
За Рокское направление, отстаиваемое руководством Северной Осетии во главе с секретарём обкома КПСС Северной Осетии Б. Е. Кабалоевым, высказывались руководители Министерства обороны СССР, Госплана СССР, Госстроя СССР и Министерства транспортного строительства СССР.

### Хроника строительства
В 1975 году в Цхинвали организовывается южный участок строительства. Северный участок строительства базируется в городе Алагире. В числе первых строителей в Алагир прибывают сотрудники СУ-841 (возглавлял управление Е. С. Крол). Затем обустраиваются остальные подразделения, завозится дорожно-строительная техника, приезжают специалисты — механизаторы, взрывники, энергетики, вспомогательные службы. На территории железнодорожной станции «Алагир» возводится прирельсовая база, на западной окраине города растёт посёлок строителей дороги.
15 сентября 1976 года начинаются взрывные работы.
Первый год работы показал, что усилия более чем 20 организаций, работавших на строительстве Транскама, были плохо скоординированы. На участке не было должной исполнительной дисциплины, строители не всегда были обеспечены материально-техническими ресурсами. В частности, нарекания вызывало управление «Грузтоннельметрострой», плохо обеспечивавшее ТО-13 и ТО-15 автотранспортом и механизмами для прокладки тоннелей.
В 1977 году решением бюро Северо-Осетинского обкома КПСС был создан штаб строительства, в состав которого вошли руководители ведущих трестов, республиканских управлений, представители Алагирского райкома КПСС и др. Начальником штаба был назначен Александр Чельдиев.
Реорганизация управления строительством помогла ускорить ход работ, однако не на всех участках. Отставали с проходкой тоннелей ТО-15 и ТО-13, тоннельщикам не хватало специальной техники. Как выяснилось, на заложенные в смете средства для строительства завода железобетонных конструкций и приобретения автотранспорта для Транскама, был построен завод в районе г. Тбилиси совсем другого профиля, а приобретённые автомобили распределили по другим организациям. Только вмешательство руководителей Министерства транспортного строительства и Госстроя СССР позволило перебросить на проходку Рокского тоннеля горно-проходческие машины и комплексы, а также автотранспортные средства.
Темпы строительства Рокского тоннеля удалось увеличить лишь после того, как проходку разведочно-вентиляционной штольни тоннеля передали тресту «Севосетинавтодор» (начальник — Б. Т. Теблоев). Работы осуществляли специалисты тоннельно-строительного управления (ТСУ) треста. Ими были продемонстрированы рекордные темпы проходки тоннеля — 100 и более погонных метров в месяц (вместо прежних 40-50 п.м.). Высокая производительность «Севосетинавтодора» заставила повысить скорость проходческих работ и тоннельщиков из ТО-15 и ТО-13.
4 ноября 1981 года в Рокском тоннеле состоялась сбойка.
В конце ноября 1984 года основные работы по прокладке первой очереди Транскама были завершены. На отрезке дороги длиной 65,9 км (Бурон — Джава) был возведён Рокский тоннель, построено 17 мостов (общей длиной 1 км) и несколько противолавинных галерей (общей протяжённостью 2 км). Оставалось устранить ряд неполадок, поправить отдельные дефекты обделки тоннелей, обустроить трассу — и можно было официально открывать движение.
27 ноября 1984 года считается днём ввода в эксплуатацию Транскавказской автомагистрали. В этот день на северном портале Рокского тоннеля был проведён торжественный митинг, и начальник штаба строительства Александр Хаджумарович Чельдиев в присутствии первого секретаря югоосетинского обкома компартии Грузии Ф. Санакоева разрезал ленточку. По трассе пошли автомобили. Движение осуществлялось по временной схеме, поскольку работы на дороге ещё продолжались.
Однако на баланс Транскам как единое целое — в том виде и объёме, как задумывали проектные организации эту трассу — так никогда и не был принят. На северном отрезке появились ведомственно не связанные друг с другом эксплуатирующие организации: СУ-841, «Кавтоннельстрой», Алагирское ДРСУ и другие. Южный участок дороги и тоннель также без приёма на баланс начало эксплуатировать Министерство автомобильных дорог Грузии. Таким образом, предусмотренная проектом схема вхождения Транскама в единую общегосударственную сеть под эгидой Министерства автомобильных дорог РСФСР рухнула. Дорога, официально не открытая, не прошедшая положенной процедуры государственной приёмки, окончание которой следовало бы считать днём её рождения, по сути, оказалась бесхозной.
Акт о государственной приёмке дороги не был подписан ещё на протяжении двух лет из-за разногласий между министерствами автомобильных дорог Грузии и Россией — споры между чиновниками шли в 1985—1986 годах..
Официально дорога была принята в эксплуатацию в конце 1986 года.

### События во время эксплуатации магистрали
Товарный транзит в Грузию по магистрали был закрыт 11 июня 2004 года властями Грузии путём физического перекрытия подъездов к Эргнетскому рынку и остановки товарного транзита через грузинский контрольно-пропускной пункт на выезде из Цхинвала. Прекращение работы рынка и остановка транзита привели к разрыву хозяйственных и деловых связей, резкому ухудшению материального положения людей по обе стороны линии разграничения и, по-видимому, стали важными причинами обострения грузино-южноосетинского конфликта в 2004 году и последовавшей в 2008 году войны.
В сентябре 2023 года представители деловых кругов России, Грузии и Южной Осетии обсуждали возможность возобновления товарного транзита через Транскам, отмечая, что пропускная способность Военно-Грузинской дороги недостаточна для возросшего потока грузов.

## Населённые пункты
Транскам проходит через следующие населённые пункты (по порядку с севера на юг):
Россия, Северная Осетия
- Владикавказ (климатическая курортная местность Первый Редант),
- Гизель,
- Верхняя Саниба,
- Новая Саниба,
- Майрамадаг,
- Дзуарикау,
- Хаталдон,
- Суадаг,
- Нижний Бирагзанг,
- Верхний Бирагзанг,
- Алагир,
- Тамиск,
- Зинцар,
- Нижний Унал,
- Луарский тоннель (821 м)
- Мизур
- Нузал,
- Бурон,
  - Плотина Зарамагской ГЭС,
- Нижний Зарамаг[18]
- Нар,
- Тоннель на 86-м километре (310 м)

Рокский тоннель (3730 м, более 2 км н.у.м.)
Южная Осетия
- Верхний Рук (Земо-Рока),
- Средний Рук,
- Нижний Рук (Квемо-Рока),
- Багиата (курортная местность Багиати),
- Царита,
- Уанел (Ванели),
- Елбакита,
- Борджнис (рядом с трассой),
- Стырфаз,
- Хвце (осет Хуыцъейы хъæу),
- Уцыфарс,
- Дзау (Джава),
- Бузала,
- Мсхлеб,
- Сакиркау,
- Гуфта,
- Итрапис,
- Кемерти (бывшее село),
- Кехви (бывшее село),
- Дзарцеми (бывшее село, ныне военный полигон),
- Курта (бывшее село),
- Ачабет (бывшее село),
- Тамарашени (бывшее село),
- Цхинвал (Цхинвали) (Город Республиканского значения),
  - После войны 2008 года дорога от города Цхинвал в сторону Грузии перекрыта и никем не используется

Грузия
- Эргнети,
- Тирзниси,
- Тквиави,
- Каралети,
- Гори (курорт Гориджвари)

## Условия эксплуатации трассы
Транскам считается[кем?] одной из самых опасных российских трасс. На территории России дорога расположена практически полностью в горных условиях. До границы с Южной Осетией Транскам пересекает четыре хребта — Лесистый, Скалистый, Боковой и Главный Кавказский. Трасса проложена по десяти ущельям (их цепь начинается сразу за посёлком Бурон: Кассарское, Зарамагское, Цмиаком, Нарское, Джинатское, Закинское, Рукское — до Рокского тоннеля, и Урс-Туальское, Цалгом и Джавское — после Рокского тоннеля). Дорога петляет по горным склонам, переходя с одной стороны ущелий на другое. На коротком участке от п. Бурон до п. Нар автодорога три раза пересекает ущелье — сначала она идёт по правому склону, затем переходит на левый и через 3,3 км по так называемому «Чёртову» мосту опять возвращается на правый склон. Перед самым порталом Рокского туннеля дорога через мост опять уходит на левый склон ущелья.
На всем своём протяжении трасса подвергается ударам стихии: в межсезонье наибольшую опасность представляют сели (главным образом паводковые и оползневые) и камнепады, зимой — снежные лавины. На состояние магистрали также негативно воздействует река Ардон, которая подмывает берега, разрушая дорожное полотно и мосты. Опасность для магистрали представляет и строительство различных сооружений, в том числе газопровода Дзаурикау — Цхинвал, сузившего русло реки и ослабившего проблемные горные склоны, а также Зарамагской ГЭС. Расположение трассы, горный рельеф местности и геологические условия создают сложности для эксплуатационных служб, которым необходимо круглогодично содержать трассу в рабочем состоянии и обеспечивать безопасность движения. Дорожные службы не всегда успевают оперативно перекрыть опасный участок трассы, поскольку не везде работает телефонная связь.
Наиболее сложным считается 28-километровый участок от посёлка Бурон до северного портала Рокского тоннеля. По данным Северо-Кавказской военизированной службы (СКВС) Росгидромета, здесь расположены 234 лавинных очага, 172 из них непосредственно угрожают автотранспорту и могут создавать лавинные завалы на автодороге. После посёлка Бурон трасса три раза пересекает ущелье.
Наиболее лавиноопасным является 8-ми километровый участок Транскама, расположенный от «Чертова» моста (86 км трассы) до северного портала Рокского тоннеля. Здесь дорога подвержена воздействию 100 лавинных очагов.
В малоснежную зиму 2003 года на трассу сошло в общей сложности 200 тыс. кубометров снега. А в 2007 году был зафиксирован максимальный сход лавин — свыше 500 тыс. кубометров. По данным ГУ МЧС России по РСО-А, на полотно автодороги российской части Транскама в последние годы сошло следующее количество лавин:
| Сезон         | Количество лавин, сошедших на трассу | Количество лавин, спущенных принудительно |
| ------------- | ------------------------------------ | ----------------------------------------- |
| 2004—2005 гг. | 254                                  | 91                                        |
| 2005—2006 гг. | 275                                  | 62                                        |
| 2006—2007 гг. | 268                                  | 53                                        |
| 2007—2008 гг. | 251                                  | 114                                       |

### Обеспечение безопасности движения по трассе
Безопасность движения по трассе обеспечивается проведением комплекса профилактических мероприятий, включающих в себя выявление опасности схода лавин, предупреждение о возможности схода лавин, закрытие опасных участков трассы и принудительный спуск лавин с помощью артиллерийского обстрела лавиноопасных склонов.
В 2007 году был разработан, согласован с заинтересованными ведомствами и утверждён «Единый регламент взаимодействия министерств, ведомств и организации Республики Северная Осетия-Алания по обеспечению безопасности дорожного движения по Транскавказской автомагистрали в зимний период». Безопасность движения со стороны России обеспечивается сотрудниками ряда подразделений — Рокским противолавинным отрядом СКВС Росгидромета, ГУ МЧС России по РСО-А, ГУ УпрДор «Северный Кавказ», Владикавказским пограничным отрядом, Северо-Осетинской таможней, УГИБДД МВД РСО-А, СО Гидрометцентром, СО ПСО МЧС России.
Со стороны Южной Осетии безопасность движения по Транскаму осуществляется при взаимодействии Министерства Республики Южная Осетия по делам гражданской обороны, чрезвычайным ситуациям и ликвидации последствий стихийных бедствий, МВД Республики Южная Осетия, южноосетинского УГИБДД, Пограничной службы КГБ Республики Южная Осетия и Главного таможенного Управления Республики Южная Осетия.
Лучшим средством для обеспечения безопасности и бесперебойного функционирования автомагистрали в зимний период является строительство противолавинных галерей.

## Модернизация Транскама
Широкомасштабные работы по модернизации Транскама начались после завершения войны в Грузии (в частности боёв в Южной Осетии) с ремонта дорожного покрытия, испорченного бронетехникой. Однако ряд новых защитных сооружений на Транскаме начал строиться в начале 2000-х годов.
В 2002 году была возведена противолавинная галерея на участке км 86+500. Она была задумана как первая галерея на наиболее опасном 8-километровом участке Транскама перед северным порталом Рокского тоннеля. Защищает дорогу от 6 лавинных очагов. Изначально галерея имела не совсем удачную конструкцию. Проектировщики не смогли органично вписать защитное сооружение в рельеф местности, галерея была отнесена на слишком большое расстояние от верхового откоса и имела горизонтальную крышу, тем самым представляя собой заградительное сооружение перед лавиной и принимая на себя всю силу удара лавины. Одной из лавин северная часть галереи была сильно разрушена (хотя галерея была очень прочной, и сооружалась с применением новых технологий — гофрированных гальванизированных металлических конструкций с глубиной гофра 15 см и радиусом 5,55 м). В ходе реконструкции галереи на её кровле был сооружён насыпной откос, органично переходящий в горный откос, что позволило сооружению в дальнейшем беспрепятственно пропускать лавины над собой, надёжно защищая дорогу.
В 2005 году ОАО «Севосгеологоразведка» проводило инженерно-геологические изыскания по проекту строительства противолавинных галерей и туннелей на участке 85+900 км и 91+800 км.
Поскольку практически все тоннели трассы были построены в советское время, а в период 90-х годов находились фактически в бесхозном состоянии, строительная и проектная документация на них считается утерянной. Так, например, в 2009 году у российских дорожников не было даже эксплуатационных сведений о тоннелях на Транскаме. Всего к 2010 году на трассе насчитывалось 9 тоннелей общей протяжённостью 6800 метров, а также ряд других искусственных сооружений — противолавинных галерей, верховых и низовых подпорных стен, габионов каменных набросов для укрепления берегов.
В 2009 году Росавтодор объявил о намерении в рамках реализации федеральной программы «Дороги России» возвести ряд защитных сооружений на одном из самом опасных участках Транскама. На участке от 65-го до 93-го км трассы предполагается до 2025 года построить:
- четыре автодорожных тоннеля общей протяжённостью 1800 метров;
- 68 противолавинных галерей общей длиной 6 километров,
- несколько камнеулавливающих стен общей длиной 4880 метров,
- четыре селепропускника протяжённостью 604 метра[25].

а также реконструировать
- Рокский тоннель
- 80-метровый мост через реку Закка у северного портала Рокского тоннеля.

В 2009—2011 гг. силами Спецстроя России был отремонтирован участок Транскама в Южной Осетии с 97 км по 159 км трассы, а также были реконструированы три противолавинные галереи, находящиеся на участках км 97+800, км 98+100, км 108.
В 2010—2012 гг. на 86-м километре Транскама (км 86+300) был возведён 310-метровый тоннель с пристроенной к нему противолавинной галереей длиной 63 м со стороны южного портала. Эти сооружения закрывают дорогу от воздействия 6 лавинных очагов. Запланировано строительство противолавинной галереи длиной около 300 м и со стороны северного портала тоннеля.
В 2011 году были проведены работы по диагностике семи искусственных сооружений на российской части Транскама (тоннели Бизский, Луарский, Арконский, Нузальский, Буронский, противолавинные галереи на км 86+500, км 87+100).
В 2011 году ОАО «Минскметропроектом» разработана проектная документация на строительство противолавинной галереи на участке км 90+000 трассы.
Крупные инженерные сооружения (мосты, тоннели, противолавинные галереи), обеспечивающие безопасное и бесперебойное движение по трассе, находятся под охраной подразделений федерального государственного унитарного предприятия «Управление ведомственной охраны Министерства транспорта Российской Федерации».

### Наиболее крупные искусственные сооружения на Транскаме
- км 0+250 путепровод тоннельного типа;
- км 0+350 путепровод через железную дорогу;
- км 0+610 мостовой переход через реку Терек;
- км 5+78,8 транспортная развязка у с. Карджин;
- км 43+040 — км 43+308 Бизский тоннель в селе Биз, длина 268 м (построен в 1976 г.);
- км 49+586 — км 50+400 Луарский тоннель, у покинутого села Луар, длина 821 м (построен в 1980—1986 гг.);
- км 51+689 — км 51+816 Архонский тоннель, длина 127 м (построен в 1978 г.);
- км 56+150 — км 56+350 Мизурский тоннель, в селе Мизур, длина 200 м (построен в 1977 г., реконструирован в 1999—2002 гг.);
- км 57 тоннель, в селе Мизур, длина 155 м (построен в ???? г.);
- км 60+286 — км 60+466 Нузальский тоннель, длина 180 м (построен в 2002 г.);
- км 68+292 — км 68+560 Буронский тоннель, в посёлке Бурон, длина 268 м (построен в 1980 г.);
- км 81+050 мост через реку Лья-Дон, длина 120 м (построен в 1981 г.)[34];
- км 86+300 тоннель с противолавинной галереей, общей длиной 373 м (построен в 2010—2012 гг.);
- км 86+500 — км 87+100 противолавинная галерея (построена в 2002 г.);
- км 87+100 — км 87+390 противолавинная галерея (построена в 1996 г.);
- км 91 тоннель с противолавинными галереями, общей длиной 760 м (построен в 2016 г.)[35];
- км 93+300 Рокский перевальный тоннель, длина 3730 м (построен в 1976—1984 гг., реконструирован в 2010—2014 гг.)
- км 97+800 противолавинная галерея № 1 (реконструирована в 2009—2011 гг.);
- км 98+100 противолавинная галерея № 2 (реконструирована в 2009—2011 гг.);
- км 108 противолавинная галерея № 3 и подпорная стена (реконструирована в 2009—2011 гг.).

## Достопримечательности Транскама
- Аланский Богоявленский женский монастырь
- Бальнеологический курорт «Тамиск»
- Монументальный памятник Уастырджи работы Николая Ходова[36]
- Остатки таможенной заставы «Зылын-дуар», святилище «Сау бæрæджы лæгæт» и руины средневековой заставы «Чырамад» (таможенные ворота в виде арки) рядом с селением Биз
- Оборонительные башни рядом с посёлком городского типа Верхний Мизур
- Нузальская церковь — памятник XIII—XIV вв.
- Таможенная застава «Жилын дуар» (Кривые ворота) — башня, ворота, остатки средневековых сооружений Зарамаг, Касарское ущелье)
- Древнеосетинское село Рук — крепости, башни, своеобразная архитектура, древняя часовня
- Святая гора Бурсамдзелы или Бурхох, Хурбадæны хох
- посёлок городского типа республиканского значения Дзау (проходит по центральной достопримечательной улице).
- Древний замок Крепость в бывшем селе Ачабети
- город Цхинвал и его центр